# Jeroom Verten
Jeroom Verten (Antwerpen, 4 mei 1909 – Laken, 16 mei 1958) was het pseudoniem van de Vlaams toneelschrijver Frans Pieter Jozef (Jef) Vermetten.
Hij is vooral bekend als auteur van de komische serie Slisse & Cesar. Die eerst werd uitgezonden op de toenmalige BRT (Slisse & Cesar (Eén)) en later op de commerciële zender VTM (Slisse & Cesar (VTM)).
Verten was uitbater van Argusfilms. Hij schreef ook de scripts van de films die hij produceerde, waaronder De wonderdoctor (1936) en Het geluk komt morgen (1958). Hij was verder auteur van verschillende humoristische romans zoals Het gaat ons goed, Wij waren geen helden, Wat doen we met de liefde? en De rode pruik.
Het pseudoniem Jeroom Verten zou geïnspireerd zijn door (en bedoeld zijn als hommage aan) de Britse humoristische auteur Jerome K. Jerome (Three men in a boat, Three men on the bummel). Zijn voornaam zou Willy Vandersteen hebben geïnspireerd tot het personage Jerom.
Het grafmonument voor hem bevindt zich op de begraafplaats van Berchem (Antwerpen) op perk 19-Ab.